# Sabrina Lange
Sabrina Lange (* 22. Juni 1967 in Köln) ist eine deutsche Reality-TV-Teilnehmerin, die durch die Teilnahme an der ersten Staffel der Fernsehsendung Big Brother bekannt wurde.

## Leben
Die gebürtige Kölnerin Lange arbeitete als Dachdeckerin, bevor sie an der ersten Staffel von Big Brother teilnahm und als Nachrückerin am 23. April 2000 in den Container einzog. Laut eigener Aussage hatte sie sich für die Sendung nicht beworben, sondern wurde vom Fernsehsender gezielt angesprochen. Sie wurde am 4. Juni 2000 nach 42 Tagen herausgewählt und verließ die Sendung als Viertplatzierte. Danach veröffentlichte sie die Single Olé Ola, welche Platz 57 in den deutschen Singlecharts erreichte.
Es folgten Auftritte beim Sat.1-Frühstücksfernsehen, eine Rolle in der Komödie Der Prinz aus Wanne-Eickel sowie eine Tour mit ihrem eigenen Kabarett-Programm Dachschaden. 2013 nahm Lange an der Reality-Show Reality Queens auf Safari teil, wurde dort aber bereits in Folge 1 von den anderen Teilnehmern rausgewählt.
2019 nahm Lange gemeinsam mit ihrem Partner Thomas Graf von Luxburg an der Sendung Das Sommerhaus der Stars teil. Sie rückten in der dritten Folge für das vorzeitig freiwillig ausgezogene Paar Jessika Cardinahl und Quentin Parker nach und belegten am Ende den dritten Platz.

## Filmografie
- 2000: Big Brother (Fernsehshow)
- 2006: Der Prinz aus Wanne-Eickel
- 2010: Das perfekte Promi-Dinner
- 2013: Reality Queens auf Safari
- 2019: Das Sommerhaus der Stars

## Diskografie
- 2000: Olé Ola (Single)
- 2000: Allein sein (Single)
- 2011: Ich habe Hüftgold (Single)
- 2011: Macht das Ding rein (Single)
- 2011: Hörmal, hörmal Schätzelein (Single)
- 2012: Schätzelein (Party Pur) (Single)
- 2013: Hast Du Dich erstmal blamiert (Single)
- 2013: Ich war einmal in Afrika (Single)
- 2018: Tüte Mitleid (Single)
- 2019: Schnick Schnack (Single)